# اوا کارلسون
اوا کارلسون (انگلیسی: Eva Karlsson؛ زادهٔ ۲۱ سپتامبر ۱۹۶۱) قایقران کایاک، و قایقران کانو اهل سوئد است.